# Franz Bäke
Franz Bäke (Schwarzenfels, 28 de fevereiro de 1898 — Hagen, 12 de dezembro de 1978) foi um oficial alemão comandante de divisões Panzer durante a Segunda Guerra Mundial.

## História
Foi voluntário do exército em 1915, encerrando a sua participação na Primeira Guerra Mundial com a patente de oficial cadete num regimento de artilharia.
No seu retorno para a vida civil, ele estudou cirurgia dental, sendo graduado em 1923. Se tornou um Leutnant da Reserva em 1937, ele foi mobilizado em 1 de Agosto de 1939, servindo em várias unidades blindadas. Promovido para Oberleutnant da Reserva em 1 de Janeiro de 1940, ele subiu rapidamente nas patentes militares, Oberst em 1 de Maio de 1944.
Em ação em 1 de Janeiro de 1945, se tornou Generalmajor em 20 de Abril de 1945. Durante este período, ele comandou o Pz.Rgt. 11 (1 de Novembro de 1943, m.d.F.b.), Pz.Brig.Feldherrnhalle (13 de Julho de 1944) e após a 13ª Divisão Panzer (9 de Março de 1945).
Ele foi feito prisioneiro em 8 de Maio de 1945, e libertado em 1947 vindo a falecer em Hagen na Westphalia em 12 de Dezembro de 1978.

## Condecorações
- Cruz de Ferro (1914)
  - 2ª classe (15 de julho de 1916)[2]
- Cruz de Honra da Guerra Mundial[3]
- Broche da Cruz de Ferro (1939)
  - 2ª classe (26 de setembro de 1939)[2]
- Cruz de Ferro (1939)
  - 1ª classe (1 de junho de 1940)[2]
- Distintivo Panzer
  - 2º nível de 25 missões (1 de agosto de 1943)[4]
  - 3º nível de 50 missões (16 de agosto de 1943)[4]
  - 4º nível de 70 missões (5 de dezembro de 1943)[4]
  - 5º nível de 100 missões (26 de abril de 1944)[4]
- Medalha dos Sudetos
- Medalha Oriental
- Distintivo de Ferido em Ouro
- Distintivo Esportivo DRL em Ouro
- Distintivo de Destruição de Tanques (3 vezes) (17 de julho de 1943)[3]
- Cruz de Cavaleiro da Cruz de Ferro (11 de janeiro de 1943) como Major da reserva e comandante do II./Panzer-Regiment 11[5]
  - 262ª Folhas de Carvalho (1 de agosto de 1943) como Major da reserva e comandante do II./Panzer-Regiment 11[5]
  - 49ª Espadas (21 de fevereiro de 1944) como Oberstleutnant da reserva e comandante do Panzer-Regiment 11[5]

O 1.º Exército e o 19º Exército nominatenomearam Bäke para a Cruz de Cavaleiro da Cruz de Ferro com Folhas de Carvalho, Espadas e Diamantes por sua liderança da 106. Panzer-Brigade. A nomeação foi rejeitada por Heinrich Himmler em seu papel como comandante em chefe do Grupo de Exércitos Alto Reno.